# 米塔氏桂脂鯉
米塔桂脂鯉，為輻鰭魚綱脂鯉目脂鯉亞目脂鯉科的其中一個種，為熱帶淡水魚，分布於南美洲米塔河上游流域，體長可達11公分，棲息在底中層水域，生活習性不明。